# Hans-Peter Lehnhoff
Hans-Peter Lehnhoff (* 12. Juli 1963 in Hoengen-Mariadorf, heute Alsdorf) ist ein ehemaliger deutscher Fußballspieler.

## Sportliche Laufbahn

### Vereinskarriere
Der Mittelfeldspieler startete 1984 seine Profi-Karriere beim 1. FC Köln, bei dem er schnell zum Stammspieler wurde. 
1987 wechselte er nach Belgien zu Royal Antwerpen, wohin ihm 1988 sein Team-Kamerad Ralf Geilenkirchen folgte. Gemeinsam trafen sie in der Saison 1988/89 im UEFA-Pokal auf ihren alten Verein, den 1. FC Köln. Die Kölner gewannen in der ersten Runde mit 4:2 und 2:1. Lehnhoff wurde mit Antwerpen 1992 belgischer Pokalsieger. Ein Jahr darauf erreichte er mit dem Verein das Finale im Europapokal der Pokalsieger, das jedoch gegen den AC Parma mit 1:3 verloren ging.
1994 kehrte Lehnhoff nach Deutschland zurück und schloss sich Bayer 04 Leverkusen an. Trotz herausragender Spieler wie Rudi Völler, Ulf Kirsten und Bernd Schuster kämpfte das Team in der Spielzeit 1995/96 gegen den Abstieg und konnte sich erst am letzten Spieltag retten. Unter Neu-Trainer Christoph Daum wurde Lehnhoff mit Leverkusen in der Saison 1996/97 mit zwei Punkten Rückstand auf den FC Bayern München Vizemeister. Dies gelang ihm zum Abschluss seiner Karriere noch ein weiteres Mal in der Saison 1998/99.
In der Saison 2004/05, da schon jenseits der 40, half Lehnhoff noch zweimal in der damals viertklassigen Oberliga bei der Amateurelf von Bayer 04 aus.

### Auswahleinsätze
Mitte der 1980er-Jahre wurde Lehnhoff in die bundesdeutsche Olympiaauswahl berufen. Eines seiner beiden Spiele für dieses Team, eine 0:1-Auswärtsniederlage in Rumänien, fand im Rahmen der Qualifikation für das olympische Fußballturnier 1988 in Seoul statt.

### Erfolge
- 1986 UEFA-Pokal-Finale
- 1997 Deutscher Vize-Meister
- 1999 Deutscher Vize-Meister
- 1992 Belgischer Pokalsieger
- 1993 Europapokal-der-Pokalsieger-Finale mit Royal Antwerpen

## Weiterer Werdegang
Nach seiner aktiven Laufbahn wurde er als Mannschaftsbetreuer in den Betreuerstab des Vereins Bayer 04 Leverkusen übernommen.